# Józefa Maria z Benigánim
Józefa Maria z Benigánim (ur. 9 stycznia 1625 w Benigánim, zm. 21 stycznia 1696 tamże) – hiszpańska augustianka i błogosławiona Kościoła katolickiego.

## Życiorys
Giuseppa Teresa Albinána urodziła się 9 stycznia 1625 roku jako córka Luigiego i Vincenzy Gomar. 25 października 1643 roku wstąpiła do klasztoru augustianów i po złożeniu profesji zakonnej w 1663 roku przyjęła imię zakonne Józefa Maria od św. Agnieszki. Według tradycji chrześcijańskiej miała dar ekstazy, a także doświadczała opętania. Zmarła 21 stycznia 1696 roku.
Została beatyfikowana przez papieża Leona XIII 26 lutego 1888 roku. Jej doczesne szczątki zostały wykradzione z klasztoru augustianów w czasie hiszpańskiej wojny domowej w latach trzydziestych.